# معالجة الإشارة الصوتية
معالجة الإشارة الصوتية التي يشار إليها أحيانا بمعالجة الصوت، هو التغيير المتعمد للإشارات السمعية، غالبا من خلال تأثيرات الصوت أووحدات التأثيرات. كإشارات صوتية، يمكن ان تكون ممثلة إلكترونيا؛ رقميا أو تناظريا، وعليه فمعالجة الإشارات يمكن إنجازها في كلا المجالين. المعالجات التناظرية تعمل مباشرة على إشارة كهربائية، في حين المعالجات الرقمية تعمل رياضيا على التمثيل الرقمي.